# Consolidação pulmonar

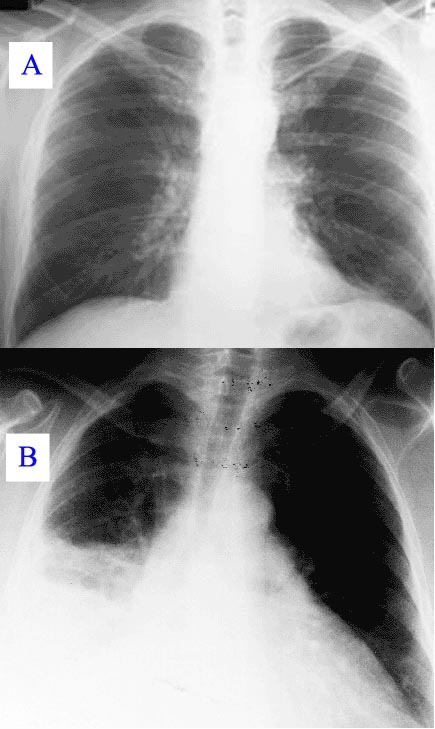
A: Normal, B: Consolidação do lóbulo pulmonar inferior direito.

Consolidação pulmonar é um sinal de doenças respiratórias caracterizada por substituição do ar alveolar por líquido prejudicial (como transudato, exsudato ou tecido conjuntivo), lesionando a área. Pode ser identificado como uma área opaca em um raio X torácico ou em ultrassonografia. Obscurece os vasos e as paredes das vias aéreas. Pode estar presente broncograma aéreo.

## Causas
Causa de lesões agudas:
- Infecção respiratória pulmonar (Actinomicose, ascaríase, aspergilose, blastomicose, criptococose, cisto hidático, sífilis pulmonar...);
- Edema pulmonar;
- Hemorragia pulmonar;
- Aspiração de objeto.

Causas crônicas:
- Neoplasias,
- Pneumonia eosinofílica crônica;
- Proteinose alveolar.

## Sinais e sintomas
Os possíveis sintomas incluem:

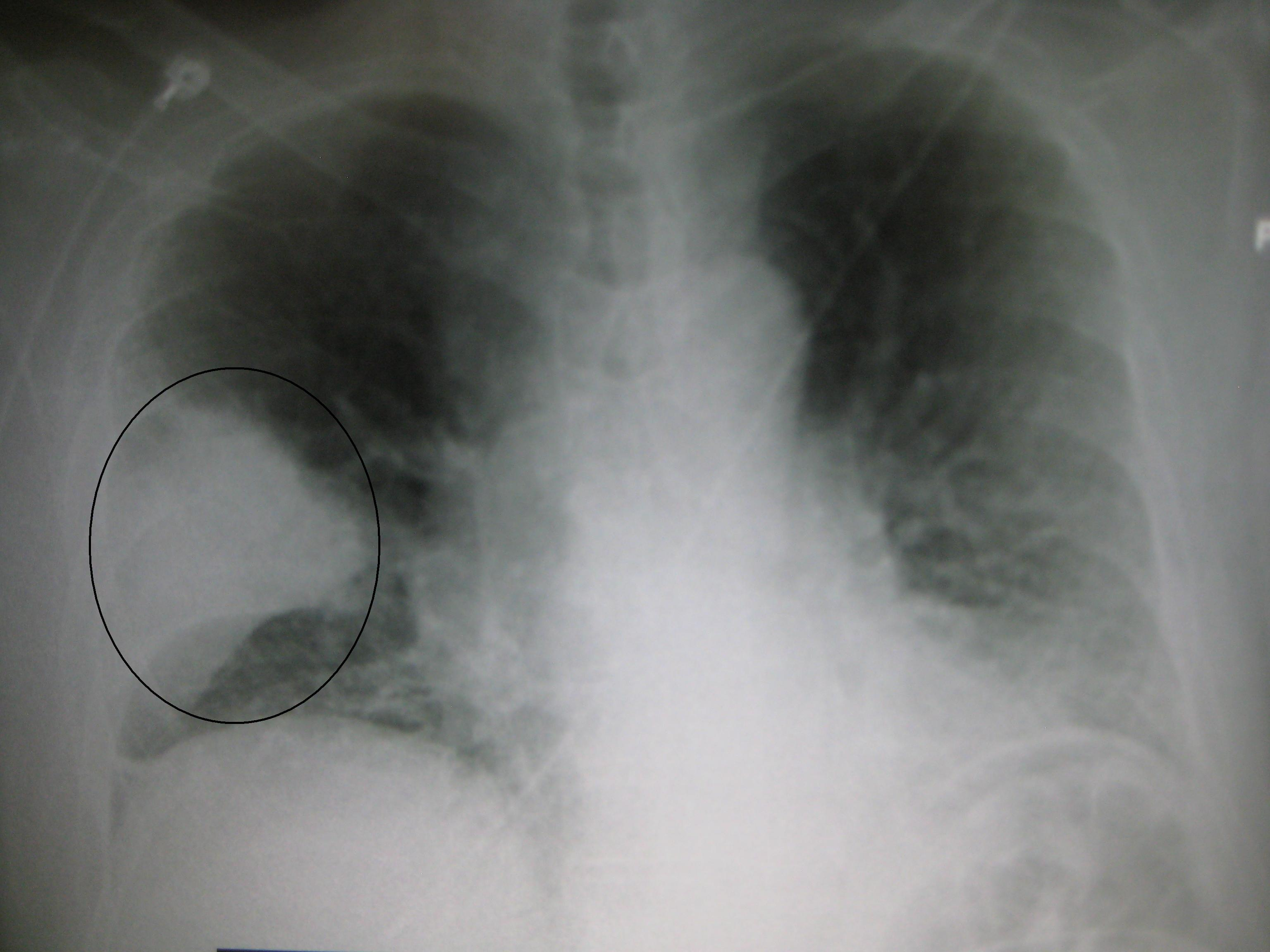
Consolidação do lóbulo central direito por pneumonia.

- Dificuldade para respirar (dispneia) proporcional a extensão da consolidação pulmonar;
- Ruídos respiratórios (sibilância)
- Tosse com catarro
- Cansaço
- Febre

Em casos avançados também há palidez, cianose, sibilância e dor torácica. A tosse pode conter sangue (hemoptise).

## Exame físico
No exame físico o médico pode identificar:
- Inspeção: Redução unilateral na expansão torácica do local afetado;
- Palpação: Fremitos vocais;
- Percussão: macicez no lóbulo consolidado;
- Auscultação: respiração brônquica;
  - Ressonância da voz: pectorilóquia fônica ou egofonia.